# Udowki
Udowki (ros. Удовки) – wieś (ros. деревня, trb. dieriewnia) w zachodniej Rosji, w osiedlu wiejskim Czistikowskoje rejonu rudniańskiego w obwodzie smoleńskim.

## Geografia
Miejscowość położona jest nad Muchinem, 4,5 km od drogi regionalnej 66K-28 (Rudnia / R120 – Diemidow), 13 km od drogi federalnej R120 (Orzeł – Briańsk – Smoleńsk – granica z Białorusią), 14,5 km od najbliższego przystanku kolejowego (450 km), 9,5 km od centrum administracyjnego osiedla wiejskiego (Czistik), 15 km od centrum administracyjnego rejonu (Rudnia), 55,5 km od Smoleńska.

## Demografia
W 2010 r. miejscowość zamieszkiwało 7 osób.

## Historia
W czasie II wojny światowej od lipca 1941 roku wieś była okupowana przez hitlerowców. Wyzwolenie nastąpiło w październiku 1943 roku.